# Tibor Mende
Tibor Mende (Budapest, Imperio austrohúngaro, 14 de octubre de 1915-Montreal, Canadá, 1 de mayo de 1984) fue un ensayista, periodista y profesor húngaro nacionalizado francés, especialista en las cuestiones económicas del tercer mundo.

## Biografía
Salió de la Hungría gobernada por el almirante Miklós Horthy y se radicó a partir de 1938 en Londres, donde estudió en la London School of Economics.
Fue redactor de la sección de economía del Herald Tribune en 1946 y profesor del Instituto de Estudios Políticos de París. Además, asumió como jefe de grupo de información en la Conferencia de las Naciones Unidas sobre Comercio y Desarrollo (UNCTAD), donde se ocupó de los problemas de los países del llamado «tercer mundo».
Entre sus publicaciones, destacaron L'Inde devant l'orage, Conversations avec Nehru, De l'aide à la recolonisation y Soleils levants: le Japon et la Chine.
Murió en Montreal el 1 de mayo de 1984, a los 68 años de edad.

## Obra
- Hungary, Londres, 1943
- L'Inde devant l'orage, París: Seuil, 1950
- La Révolte de l'Asie, París: Presses universitaires de France, 1951
- L'Amérique latine entre en scène ('América Latina entra en escena'), París: Seuil, 1952
- L'Asie du Sud-Est entre deux mondes, París: Seuil, 1954
- Aux pays de la mousson, París: Seuil, 1954
- Regards sur l'histoire de demain, París: Seuil, 1954
- Conversations avec Nehru, París: Seuil, 1956
- Entre la peur et l'espoir, réflexions sur l'histoire d'aujourd'hui, París: Seuil, 1958
- La Chine et son ombre, París: Seuil, 1960
- Des mandarins à Mao, prélude au communisme, 1895-1949, París: Seuil, 1962
- Un monde possible, París: Seuil, 1963
- Réflexions sur l'histoire d'aujourd'hui, París: Seuil, 1967
- De l'aide à la recolonisation, París: Seuil, 1971 (1979 ISBN 2-02-004209-6)
- Soleils levants: le Japon et la Chine, París: Seuil, 1975
- Fourmis et poissons: carnets de route, París: Seuil, 1979 ISBN 2-02-005276-8